# Vladko Maček
Vladko Maček (20 de juny de 1879-15 de maig de 1964), fou un dels polítics més destacats de la Croàcia de la primera meitat del segle xx. Va dirigir el Partit Camperol Croat (HSS) després de la mort de Stjepan Radić i durant la Segona Guerra Mundial.

## Joventut
Maček va néixer en una família txeco-eslovena, al poble de Kupinec, prop de Jastrebarsko, al sud-oest de Zagreb. El 1903 es va llicenciar en dret per la Universitat de Zagreb. Després de treballar en diferents jutjats de Croàcia, va establir el seu propi bufet el 1908 a Sveti Ivan Zelina. Es va afiliar al Partit Camperol Croat des de la seva fundació. Després de la Primera Guerra Mundial, durant la qual va ser cridat a files per l'exèrcit austrohongarès, va esdevenir un estret col·laborador del dirigent del partit, Stjepan Radić. Després de la visita d'aquest a la Unió Soviètica, i a l'entrada de partit en la Internacional Camperola, Maček va ser arrestat per les autoritats iugoslaves. Fou elegit diputat durant la seva estada a la presó, i l'entrada al govern del seu partit va facilitar el seu alliberament als pocs mesos.

## Líder del Partit Camperol i Banat de Croàcia
Maček es va convertir en el dirigent del partit a la mort de Radić, assassinat. Els dies 5 i 6 de gener de 1929, després de la renúncia del gabinet d'Anton Korošec, que no havia aconseguit apaivagar la crisi per l'assassinat, Maček va ser rebut per Alexandre I, que va sol·licitar les condicions perquè el Partit Camperol acceptés l'Estat iugoslau i s'avingués a col·laborar amb el govern central. Maček va exigir una nova constitució federal que dividís el país en 7 unitats administratives, cadascuna amb el seu propi parlament, amb capacitat de legislar en comerç i finances internes i educació. A més, cada entitat controlaria els serveis de comunicació de correus i telègrafs i comptaria amb un exèrcit separat format per reclutes de la seva regió, que quedaria sota control del parlament autònom. Les condicions van semblar inacceptables al rei, especialment les referides a les forces armades, i el mateix dia va proclamar la dictadura reial. Després d'acceptar en principi la dictadura del rei per l'anul·lació de la Constitució de 1921, i la possibilitat que aquest fet constituís una oportunitat per a discutir el model d'estat, aviat es va convertir en un dels més destacats opositors d'Alexandre i el nou règim, en ser el seu partit dissolt com els altres i les antigues fronteres de les províncies croatas esborrades per la reorganització administrativa del rei. Jutjat la primavera de 1930 per enaltiment del terrorisme, va ser absolt. Després de l'assassinat del seu conseller Milan Šufflay el febrer de l'any següent, sota protecció de la policia, l'oposició al règim va ser total. Arrestat novament a l'abril de 1933 i condemnat a 3 anys de presó per traïció, va ser alliberat després de l'assassinat del monarca a Marsella el 1934.
En aquest període el seu objectiu declarat era transformar la Iugoslàvia centralista, dominat pels serbis, cap a una nova forma d'organització en què Croàcia veges reconeguda la seva condició d'Estat. Les idees de Maček es van popularitzar i el Partit Camperol anà guanyant partidaris entre totes les classes socials i ideologies. Maček també va mantenir una estreta relació amb altres partits de l'oposició a Iugoslàvia, i encara que la seva coalició va perdre les eleccions el 1938, va seguir sent una força a tenir en compte.
La persistència de Maček va donar els seus fruits l'agost de 1939, amb l'acord que signà amb Dragiša Cvetković, per a la creació del Banat de Croàcia, una entitat autònoma que comprenia els territoris de l'actual Croàcia i gran part de Bòsnia-Hercegovina. El Partit Camperol va formar part de la coalició de govern, i Maček es va convertir en viceprimer ministre de Iugoslàvia.

## Segona Guerra Mundial i Exili
Aquest triomf va resultar ser de curta durada, perquè Banovina es va enfonsar, juntament amb Iugoslàvia després de la invasió de l'Eix l'abril de 1941. Vist l'Alemanya nazi com un líder ideal per al nou estat titella (Estat independent de Croàcia), van oferir a Maček l'oportunitat de convertir-se en primer ministre, però va refusar l'oferta de dues vegades, sent un dels pocs polítics croats en creure que Alemanya i els seus aliats perdrien la guerra. En canvi, el seu principal objectiu era preservar als pobles de Croàcia de la guerra i el patiment innecessari. Va fer una crida als partidaris del Partit Camperol a respectar i cooperar amb el nou règim ústaixa d'Ante Pavelić, i al mateix temps va delegar Juraj Krnjević com a representació en el govern iugoslau a l'exili.
L'estratègia de Maček va resultar ser perjudicial per al seu partit i ell mateix. L'octubre de 1941 va ser arrestat i traslladat al camp de concentració de Jasenovac. Uns mesos més tard, va ser posat en arrest domiciliari a la seva casa de Kupinec. Mentrestant, el Partit Camperol va patir una fractura ideològica entre els partidaris dels ústaixes i els dels partisans de Tito. Oposat a Pavelić, i desconfiant de Tito, el 1945 Maček va emigrar primer a França, i després als Estats Units, on després de la guerra va participar públicament en declaracions contra el règims comunistes. Essent una figura molt respectada, se li va oferir liderar la nombrosa colònia croata emigrada, i ell ho va refusar. Va morir a Washington DC el 15 de maig de 1954. Les seves restes van ser traslladats a Croàcia el 1996 i enterrat al cementiri de Mirogoj, a Zagreb. El 2004 va ser guardonat, a títol pòstum, amb la Gran Ordre del Rei Dmitar Zvonimir.